# Вайт-Оук-Спрінгс (Вісконсин)
Вайт-Оук-Спрінгс (англ. White Oak Springs) — місто (англ. town) в США, в окрузі Лафаєтт штату Вісконсин. Населення — 109 осіб (2020).

## Демографія
Згідно з переписом 2010 року, у місті мешкало 118 осіб у 43 домогосподарствах у складі 30 родин. Було 49 помешкань
Расовий склад населення:
| - 95,8 % — білих - 0,8 % — азіатів |

До двох чи більше рас належало 2,5 %. Частка іспаномовних становила 0,8 % від усіх жителів.
За віковим діапазоном населення розподілялося таким чином: 31,4 % — особи молодші 18 років, 55,9 % — особи у віці 18—64 років, 12,7 % — особи у віці 65 років та старші. Медіана віку мешканця становила 39,1 року. На 100 осіб жіночої статі у місті припадало 136,0 чоловіків;  на 100 жінок у віці від 18 років та старших — 125,0 чоловіків також старших 18 років.
Середній дохід на одне домашнє господарство  становив 98 740 доларів США (медіана — 82 500), а середній дохід на одну сім'ю — 113 806 доларів (медіана — 83 750). За межею бідності перебувало 1,9 % осіб, у тому числі 0,0 % дітей у віці до 18 років та 0,0 % осіб у віці 65 років та старших.
Цивільне працевлаштоване населення становило 60 осіб. Основні галузі зайнятості: сільське господарство, лісництво, риболовля — 33,3 %, транспорт — 10,0 %, виробництво — 10,0 %.